# Irina Nikolajewna Rossichina
Irina Nikolajewna Rossichina (russisch Ирина Николаевна Росихина, engl. Transkription Irina Rosikhina; * 11. Mai 1975 in Kamensk-Schachtinski) ist eine russische Sprinterin, deren Spezialdisziplin der 400-Meter-Lauf ist.
Ihren größten sportlichen Erfolg feierte Rossichina bei den Leichtathletik-Weltmeisterschaften 2001 in Edmonton: Gemeinsam mit Julija Nossowa, Anastassija Kapatschinskaja und Olesja Sykina gewann sie in 3:24,92 min die Bronzemedaille in der 4-mal-400-Meter-Staffel hinter den Teams aus Jamaika (3:20,65 min) und Deutschland (3:21,97 min).
Bei den Leichtathletik-Halleneuropameisterschaften 2000 in Gent gewann Rossichina den Titel mit der 4-mal-400-Meter-Staffel sowie die Bronzemedaille im Einzelwettbewerb des 400-Meter-Laufes.

## Persönliche Bestleistungen
- 200 m: 23,27 s, 9. Juni 1998, Moskau
  - Halle: 23,21 s, 21. Januar 1998, Moskau
- 400 m: 50,66 s, 20. Juli 2004, Tula
  - Halle: 51,58 s, 11. Februar 2005, Wolgograd